# Цицан Станкович
Цицан Станкович (нім. Cican Stanković, нар. 4 листопада 1992, Бієліна) — австрійський футболіст, воротар клубу АЕК і національної збірної Австрії.

## Клубна кар'єра
Народився 4 листопада 1992 року в югославському місті Бієліна, що незадовго до того була одним з епіцентрів розпалення Боснійської війни. У п'ятирічному віці емігрував до Австрії, де невдовзі почав займатися футболом. Змінивши декілька футбольних шкіл, 2007 року опинився в академії клубу «Горн». У дорослому футболі дебютував 2010 року у третьому австрійчькому дивізіоні в основній команді того ж клубу, в якій провів три сезони, взявши участь у 67 матчах чемпіонату. Більшість часу, проведеного у складі «Горна», був основним голкіпером команди.
Своєю грою за цю команду привернув увагу представників тренерського штабу вищолігового клубу «Гредіг», до складу якого приєднався 2013 року. Відіграв за команду з Гредіга наступні два сезони своєї ігрової кар'єри. Граючи у складі «Гредіга» також здебільшого виходив на поле в основному складі команди.
До складу «Ред Булла» приєднався 2015 року. Протягом перших трьох сезонів був резервним голкіпером зальцбурзької команди, а в сезоні 2018/19 став її основним воротарем.

## Виступи за збірні
2014 року залучався до складу молодіжної збірної Австрії. На молодіжному рівні зіграв у 3 офіційних матчах, пропустив 1 гол.
2019 року дебютував в офіційних матчах у складі національної збірної Австрії.
| Дата       | Місто     | Господарі | Результат | Гості   | Турнір            | Голи | Примітки |
| ---------- | --------- | --------- | --------- | ------- | ----------------- | ---- | -------- |
| 6-9-2019   | Зальцбург | Австрія   | 6 – 0     | Латвія  | Відбір до ЧЄ 2020 | -    |          |
| 9-9-2019   | Варшава   | Польща    | 0 – 0     | Австрія | Відбір до ЧЄ 2020 | -    |          |
| 10-10-2019 | Відень    | Австрія   | 3 – 1     | Ізраїль | Відбір до ЧЄ 2020 | -1   |          |
| 13-10-2019 | Любляна   | Словенія  | 0 – 1     | Австрія | Відбір до ЧЄ 2020 | -    |          |
| Усього     |           | Матчів    | 4         |         | Голів             | -1   |          |

## Титули і досягнення
- Чемпіон Австрії (6):

«Ред Булл»: 2015-16, 2016-17, 2017-18, 2018-19, 2019-20, 2020-21
- Володар Кубка Австрії (5):

«Ред Булл»: 2015-16, 2016-17, 2018-19, 2019-20, 2020-21
- Чемпіон Греції (1):

АЕК: 2022-23
- Володар кубка Греції (1):

АЕК: 2022-23